# Antoni Marquès (frare)
Fra Antoni Marquès (Urgell, ? - Urgell, 1649) fou un frare de l'orde de Sant Agustí natural d'Urgell, destacat com a orador i teòleg. Va ser molts anys jesuïta, i va entrar després als Agustins de Barcelona, on el van acompanyar dos pares jesuïtes el 1626. L'any 1636 va donar a llum un tom amb el títol: «Asuntos predicables sobre los tres mayores estados de la iglesia; a saber. Sacerdote, predicador, y obispo» (Tarragona, 1636, imprès per Gabriel Roberto). A l'últim s'afegeix el sermó que predicà l'autor al Concili tarraconense de 1636. Va publicar el 1641 a la Impremta de Catany de Lleida una obra amb el títol: «Cataluña defendida de sus émulos con motivo de las turbaciones de aquellos tiempos», i va posar el nom de l'autor, amb l'anagrama Ramques. En el foli 33 d'aquest obra diu, que havia tret a llum tres toms de vides de sants de l'orde de Sant Agustí, dels quals Torres i Amat afirma que no en tenia altra notícia, així mateix diu que a la biblioteca dels Agustins de Barcelona hi havia tres toms manuscrits d'aquest autor amb els seus índexs alfabètics a punt de donar-los a la impremta. El 1r és «De magna; matris mysteriis et encomiis, eiusque sponsi et parentum». El 2n. «Expositio apologetica adversus quosdam comediarum blandos patronos, eas licitas esse asserentes. Adjuncti sunt duo tractatus alter de choreis, de ludis alter». El 3r de «Sermones contra el afeite y mundo mugeril: descompénele el P. Fr. Antonio Marqués».